# Reh (Familienname)
Reh ist ein deutscher Familienname.

## Herkunft und Bedeutung
Reh ist in seiner Hauptbedeutung ein indirekter Berufsname oder ein Übername, der auf das mittelhochdeutsche rēch bzw. das mittelniederdeutsche rē (deutsch: Reh) zurückgeht. Er steht entweder für den Beruf des Jägers oder für einen feingliedrigen, zierlichen, leichtfüßigen Menschen.

## Varianten
- Reeh

## Namensträger
- Alina Reh (* 1997), deutsche Leichtathletin
- Claudia Reh (* 1970), deutsche Lichtkünstlerin
- Dieter Reh (* 1946), deutscher Fußballspieler
- Francis Frederick Reh (1911–1994), römisch-katholischer Bischof
- Friedrich Caliga-Reh (1858–1904), deutscher Opernsänger (Tenor)
- Friedrich Otto Reh (1897–1963), deutscher Modezeichner und Kunstmaler
- Günter Reh (* 1928), deutscher Fußballtorwart
- Günther Reh (1928–2014), deutscher Unternehmer
- Hans Reh (1889–1963), deutscher Lehrer und Schriftsteller
- Heinrich Reh (1860–1946), deutscher Politiker (DDP)
- Heinz Reh (1925–1997), deutscher Fußballspieler
- Jana Reh, deutsche Sängerin (Sopran)
- Jens Weymann-Reh (* 1972), deutscher Kommunalpolitiker
- Josepha Reh (1825–1881), bayerische Dienstbotin und Modehändlerin
- Karl Christian Reh (1888–1926), deutscher Schriftsteller
- Ludwig Reh (1867–1940), deutscher Zoologe
- Mechthild Reh (* 1950), deutsche Afrikanistin
- Michael Reh (* 1962), Fotograf und Autor
- Sabine Reh (* 1958), deutsche Pädagogin
- Sascha Reh (* 1974), deutscher Schriftsteller
- Theodor Reh (1801–1868), deutscher Politiker; MdFN
- Veronika te Reh (* 1947), deutsche Chorleiterin und Autorin von Musiktheaterstücken